# 花散る宮廷の女たち〜愛と裏切りの生涯〜
『花散る宮廷の女たち〜愛と裏切りの生涯〜』（はなちるきゅうていのおんなたち あいとうらぎりのしょうがい、原題：花落宫廷错流年）は、2017年の中国のテレビドラマ。全37話。

## 概要
清朝、康熙帝の皇子たちの成長物語。

## あらすじ
皇帝は重臣の娘たちを集めて選抜試験を行った。

## スタッフ
- 監督：麦田

## 登場人物・出演者
- 年姝媛：レオ・リ（中国語版）

栄憲公主と温憲公主の学友。
- 皇太子・胤礽：リャオ・イェンロン（中国語版）

康熙帝の次男。
- 第四皇子・胤禛：チェン・シャオドン（中国語版）

康熙帝の四男。後の雍正帝。
- 康熙帝：チャオ・ビン

清朝・第四代皇帝。
- 瓜爾佳賀蘭：ジャン・モンシュエン

栄憲公主と温憲公主の学友。
- 恵妃：リャン・ダンニー（中国語版）

康熙帝の妃。第一皇子・胤禔の生母。第八皇子・胤禩の義母。
- 年羹堯：鄭拓疆

年姝媛の兄。栄憲公主を慕っている。
- 第一皇子・胤禔：邢城

康熙帝の長男。
- 第三皇子・胤祉：趙楠

康熙帝の三男。
- 第八皇子・胤禩：衛延侃

康熙帝の八男。
- 栄憲公主（中国語版）：汪晴

康熙帝の娘で第三皇子・胤祉の妹。医術の心得がある。
- 温憲公主（中国語版）：毛娜

康熙帝の娘で第四皇子・胤禛の妹。年羹堯に思いを寄せている。
- 太皇太后・孝荘：王麗雲（中国語版）

康熙帝の祖母。
- 栄妃：趙昕彤

康熙帝の妃。第三皇子・胤祉と栄憲公主の生母。
- 徳妃：李予蘇

康熙帝の妃。第四皇子・胤禛と温憲公主の生母。
- 烏拉那拉凝秀：覃煒

栄憲公主と温憲公主の学友。
- 納蘭性徳：趙東昊

年姝媛の思い人。

## 各話タイトル
- 第1話 選ばれた才女
- 第2話 宮中の暮らし
- 第3話 忍び寄る影
- 第4話 意中の人
- 第5話 それぞれの選択
- 第6話 届かぬ想い
- 第7話 不穏な気配
- 第8話 納蘭性徳の想い
- 第9話 悲しみの婚礼
- 第10話 恵妃の陰謀
- 第11話 年羹堯の苦悩
- 第12話 迷いの皇太子
- 第13話 黒幕の正体
- 第14話 胤礽とウルグン
- 第15話 疑惑の視線
- 第16話 公主の決断
- 第17話 影の支配者
- 第18話 皇太子廃位
- 第19話 太皇太后の死
- 第20話 跛脚大仙
- 第21話 宮女・瑤君
- 第22話 年姝媛の策略
- 第23話 赫舍里の面影
- 第24話 康熙帝が愛した人
- 第25話 胤禛と年姝媛
- 第26話 現した素顔
- 第27話 すれ違う心
- 第28話 女の私怨
- 第29話 滅びゆく家族
- 第30話 募る思い
- 第31話 嵌められた胤禩
- 第32話 兄弟の絆
- 第33話 皇帝の座
- 第34話 狭間の年姝媛
- 第35話 閉ざされた感情
- 第36話 年羹業の最期
- 第37話 それぞれの想い